# Tennis the Menace
«Tennis the Menace» (рус. Опасный Теннис) — двенадцатый эпизод двенадцатого сезона мультсериала «Симпсоны». Впервые вышел в эфир 11 февраля 2001 года.

## Сюжет
Симпсоны едут на конкурс талантов, который проводят среди пенсионеров в Спрингфилдском Доме Престарелых. Побеждает Эйб Симпсон. Он выигрывает купон на бесплатную аутопсию, то есть погребальные услуги. Осмотрев вместе с Дедушкой всё, что было в конторе, Гомер вдруг решает купить и установить на заднем дворе теннисный корт. Ну а Дедушка остаётся ни с чем.
О том, что у Симпсонов появился корт, становится известно по всей округе. Мардж решает использовать корт, чтобы укрепить отношения со своими друзьями и соседями. Но тут выясняется неприятная новость — Гомер отвратительно играет в теннис и поэтому во всех матчах «два-на-два» пара Симпсонов проигрывает всем соседям. Не сумев прославиться хорошей игрой, Гомер начинает исполнять разные глупые трюки и Симпсоны становятся главным посмешищем всего города. Мардж становится стыдно за своего мужа и вскоре она заменяет его на Барта, который, как оказалось, играет в теннис не просто хорошо, а даже очень хорошо. Когда об этом узнаёт Гомер, он впадает в ярость, паранойю, а потом и в депрессию.
Мардж и Барт начинают побеждать на соревнованиях, что ещё больше злит Гомера. Наконец он решает привлечь к себе Лизу, чтобы тоже участвовать в соревнованиях. Накануне финала отношения между командами обостряются и на момент выхода на поле обе стороны семьи ненавидят друг друга. Перед самым матчем Лиза бросает отца (так показалось Гомеру). Тогда глава семейства берёт себе в напарники Венус Уильямс. Мардж недовольна игрой против профессионала и тогда судья разрешает ей взять в помощники Серену Уильямс вместо Барта. А вскоре Мардж заменяют Питом Сампрасом, а Гомера — Андре Агасси. Зрители рады, что смогут посмотреть профессиональный матч вместо состязания Симпсонов. Сидя на лавке запасных, семья решает завязать с теннисом, так как тот разлагает семью, и тоже радуются новому матчу.